# Mathieu Bozzetto
Mathieu Bozzetto (Chambéry, Saboia, 16 de novembro de 1973) é um snowboarder francês. Bozzetto foi medalhista de bronze do slalom gigante paralelo nos Jogos Olímpicos de Inverno de 2010 em Vancouver,.